# 妖精時代
『妖精時代』（ようせいじだい）は、石川秀美のデビュー・シングル。1982年4月21日にRVC（現：ソニー・ミュージックレーベルズ）から発売された。

## 背景
石川秀美のデビューのきっかけは、芸映プロダクションが自社所属の人気歌手であった西城秀樹の名を冠し1981年に開催した新人発掘コンテスト「HIDEKIの弟・妹募集オーディション」第2回大会に出場したことである。その際、審査員にも加わっていた西城が「透明感が違う」と強く石川を推したことが功を奏し、同年12月13日に九段会館にて行われた本選で、応募総数55,460人にも及ぶ中から石川の優勝が決定する。表彰式には第1回大会で優勝した河合奈保子も会場に駆け付け、石川の優勝を祝福した。その後石川は芸映に所属し、翌1982年4月に歌手としてデビューを果たす。
この曲で石川は、1982年7月に新高輪プリンスホテル（現在のグランドプリンスホテル新高輪）″飛天″で開催された第1回メガロポリス歌謡祭本選において、最優秀新人ダイヤモンド賞を獲得する。
楽曲の制作は、作詞を松本隆が、作曲は本作から4作連続で担当することとなる小田裕一郎が手掛けている。

### アートワーク
シングルレコードのジャケットでは、歌手名の横に石川のデビュー時のキャッチフレーズであった ″さわやか天使″ と小さく印刷され、二つ折りのポスターが付属した。ちなみにレコードはピクチャーレーベルになっている。

## 収録曲
SIDE A
妖精時代（3分40秒）
作詞：松本隆 / 作曲：小田裕一郎 / 編曲：萩田光雄
SIDE B
海のスケッチ（3分23秒）
作詞：松本隆 / 作曲：小田裕一郎 / 編曲：大谷和夫

## 参考資料
- 『石川秀美 BOX COMPLETE SINGLE COLLECTION』（ボックスセット〈ブックレット〉）石川秀美、BMGファンハウス、2004年5月26日。BVCK-37105～08。